# Мадонна з гвоздиками
«Мадонна з гвоздиками» — невелика картина із зображенням Діви Марії і немовляти Христа, що вважається роботою італійського художника Рафаеля.

## Опис
На картині зображена молода Діва Марія з своїм маленьким сином, що сидить голий на м'якій білій подушці на її колінах. Сцена відбувається в її спальні; прохолодний інтер'єр контрастує з сонячним краєвидом у відкритому вікні.

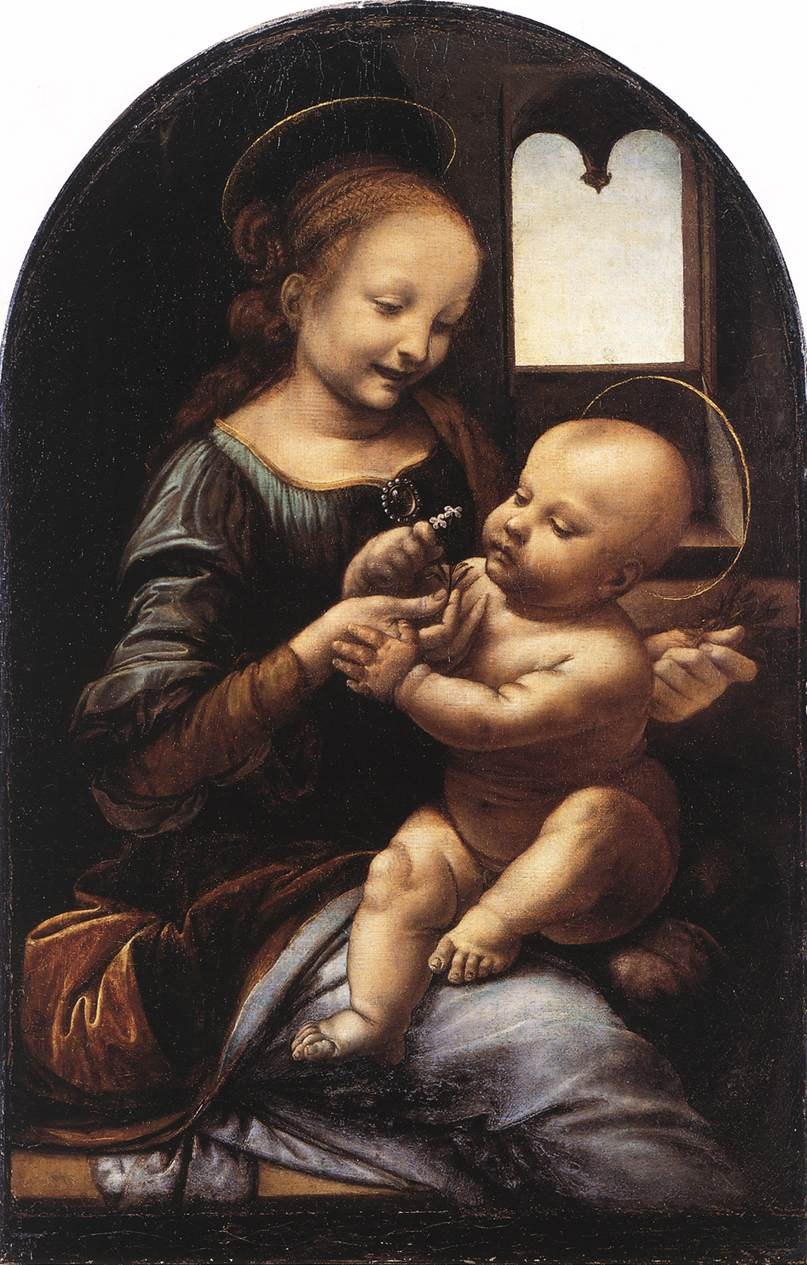
«Мадонна Бенуа» Леонардо да Вінчі

### Тема
«Мадонна з гвоздиками» є вільною інтерпретацією відомої композиції Леонардо да Вінчі — «Мадонни Бенуа» (Ермітаж, Санкт-Петербург).
Рафаель надає класичній темі нових рис — мати і син не представлені сухо і офіційно, як на картинах попередніх художників, тепер на полотні відображені ніжні почуття молодої мами і її дитини.